# Bufo alvarius
O Bufo alvarius ou Sapo do Rio Colorado, também conhecido como o Sapo do Deserto de Sonora, é um sapo que secreta substâncias com propriedades psicoativas, achado no sudoeste dos Estados Unidos e no norte do México.
A pele e o veneno do Bufo alvarius contém 5-MeO-DMT e bufotenina. O início dos efeitos ocorrem segundos após fumar/injetar, ou minutos depois de cheirar. A experiência é as vezes descrita como similar a uma experiência de quase-morte.

## Descrição
Sapos de aparência grande e gordo, adultos facilmente chegar a 100-190 mm de comprimento.
Eles têm o azeite relativamente suave, brilho, cor de pele, cinza escura ou marrom. A barriga é cor creme. Recursos são duas a quatro verrugas brancas atrás o canto dos lábios e grandes verrugas nos braços e pernas. Muito grande, localizado logo atrás dos olhos e acima da membrana timpânica, glândulas parótidas que como o descanso de suas glândulas de pele secretam um veneno de aspecto leitoso veneno suficiente para matar um gato ou um cão pequeno e causar irritação grave por simples contacto com a mucosa.

### Biologia
Noturno, eles vivem em áreas moderadamente áridas ou deserta. 
Eles são capazes de mover em alguns saltos de velocidade ou executando em quatro pernas. 
De hábitos semi-aquático, geralmente encontrados perto de água, nascentes, lagos, lagoas temporárias, canais e valas. 
Eles se alimentam de pequenos roedores, insetos, aranhas, lagartos, caracóis e outras espécies de sapos. 
Activos nas noites de chuva, especialmente entre Maio e Julho durante as chuvas de Verão, passam a maior parte do dia em tocas escavadas por eles próprios ou pensamento de pequenos roedores. 
Pouco antes de chuvas da Primavera, os sapos Rio Colorado reuniram-se em lagoas e riachos de reprodução. O acasalamento ocorre entre Maio e julho 
Após o amplexo, cada fêmea depositados em águas rasas uma média de 7.500-8.000 ovos em tubos longos gelatinosos. Os girinos eclodem depois de 12 dias. 
Sua expectativa de vida é estimada entre 5 e 15 anos.

### Curiosidades
"Pele e secreção de glândulas parótidas contem 5-MeO-DMT e bufotenina, alucinógenos da família das triptaminas que parecem exceder a potência psicodélica do LSD. 
Um número crescente de pessoas à procura de drogar lambendo secreções tóxicas na parte de trás desses sapos, mas como lamber a parte de trás do sapo é considerado perigoso, a maioria dos usuários preferem fumar o extrato seco do veneno. Aparentemente, o calor produzido na combustão consome parte das substâncias tóxicas.
Em novembro de 2007, um homem de Kansas City foi descoberto com uma alvarius b. em seu poder e acusado de posse de substância proibida após determinar a intenção de utilizar a secreção da rã como droga.

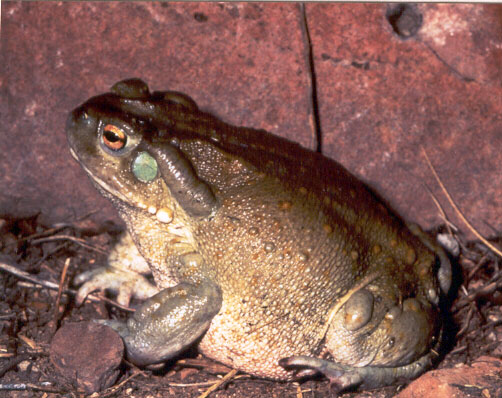

Fotos